# Lista roślin wykorzystywanych do formowania bonsai
Poniżej znajduje się alfabetyczna lista gatunków roślin powszechnie wykorzystywanych do formowania bonsai.
| Nazwa systematyczna          | Nazwa zwyczajowa        |
| ---------------------------- | ----------------------- |
| Abies                        | Jodła                   |
| Abies alba                   | Jodła pospolita         |
| Abutilon                     | Zaślaz                  |
| Acer buergerianum            | Klon Burgera            |
| Acer campestre               | Klon polny              |
| Acer circinatum              | Klon okrągłolistny      |
| Acer ginnala                 | Klon ginnala            |
| Acer monspessulanum          | Klon francuski          |
| Acer palmatum                | Klon palmowy            |
| Acer rubrum                  | Klon czerwony           |
| Amelanchier canadensis       | Świdośliwa kanadyjska   |
| Araucaria heterophylla       | Araukaria wyniosła      |
| Arbutus                      | Drzewo poziomkowe       |
| Azalea japonica              | Azalia japońska         |
| Berberis sp.                 | Berberys                |
| Betula                       | Brzoza                  |
| Betula nigra                 | Brzoza nadrzeczna       |
| Bougainvillea                | Bugenwilla              |
| Bougainvillea glabra         | Bugenwilla gładka       |
| Buxus                        | Bukszpan                |
| Buxus microphylla            | Bukszpan drobnolistny   |
| Camellia                     | Kamelia                 |
| Camellia japonica            | Kamelia japońska        |
| Carmona microphylla          | Karmona drobnolistna    |
| Carpinus sp.                 | Grab                    |
| Cedrus                       | Cedr                    |
| Cedrus libani                | Cedr libański           |
| Celtis sinensis              | Wiązowiec chiński       |
| Chaenomeles                  | Pigwowiec               |
| Chaenomeles lagenaria        | Pigwowiec chiński       |
| Chamaecyparis sp.            | Cyprysik                |
| Chamaecyparis obtusa         | Cyprysik japoński       |
| Chamaecyparis pisifera       | Cyprysik groszkowy      |
| Citrus paradisi              | Grejpfrut               |
| Cornus                       | Dereń                   |
| Cotinus coggygria            | Perukowiec podolski     |
| Cotoneaster sp.              | Irga                    |
| Crassula                     | Grubosz                 |
| Crassula arborescens         | Grubosz drzewiasty      |
| Crataegus sp.                | Głóg                    |
| Cryptomeria                  | Kryptomeria             |
| Cryptomeria japonica         | Kryptomeria japońska    |
| Cupressus arizonica          | Cyprys arizoński        |
| Cupressus sempervirens       | Cyprus włoski           |
| Cydonia oblonga              | Pigwa pospolita         |
| Cytisus sp.                  | Szczodrzeniec           |
| Daphne mezereum              | Wawrzynek główkowy      |
| Dasiphora fruticosa          | Kurylski czaj           |
| Ehretia microphylla          | Karmona drobnolistna    |
| Elaeagnus                    | Oliwnik                 |
| Elaeagnus angustifolia       | Oliwnik wąskolistny     |
| Enkianthus                   | Enkiant                 |
| Euonymus                     | Trzmielina              |
| Fagus                        | Buk                     |
| Ficus sp.                    | Fikus                   |
| Fuchsia sp.                  | Fuksja                  |
| Gardenia                     | Gardenia                |
| Gardenia jasminoides         | Gardenia jaśminowata    |
| Ginkgo biloba                | Miłorząb dwuklapowy     |
| Gleditsia triacanthos        | Iglicznia trójcierniowa |
| Hibiscus syriacus            | Ketmia syryjska         |
| Ilex ps.                     | Ostrokrzew              |
| Jasminum nudiflorum          | Jaśmin nagokwiatowy     |
| Juniperus procumbens         | Jałowiec rozesłany      |
| Juniperus chinensis          | Jałowiec chiński        |
| Juniperus rigida             | Jałowiec sztywny        |
| Juniperus squamata           | Jałowiec łuskowaty      |
| Juniperus virginiana         | Jałowiec wirginijski    |
| Lagerstroemia indica         | Bez Południa            |
| Larix                        | Modrzew                 |
| Ligustrum                    | Ligustr                 |
| Liquidambar                  | Ambrowiec               |
| Lonicera                     | Wiciokrzew              |
| Magnolia sp.                 | Magnolia                |
| Magnolia stellata            | Magnolia gwiaździsta    |
| Malpighia                    | Acerola / Nagwiazdka    |
| Malus                        | Jabłoń                  |
| Malus halliana               | Jabłoń halliana         |
| Metasequoia                  | Metasekwoja             |
| Morus alba                   | Morwa biała             |
| Murraya paniculata           | Murraja wiechowata      |
| Myrciaria cauliflora         | ?                       |
| Myrtus communis              | Mirt zwyczajny          |
| Nandina domestica            | ?                       |
| Nashia inaguensis            | ?                       |
| Neea buxifolia               | ?                       |
| Olea                         | Oliwka                  |
| Olea europaea                | Oliwka europejska       |
| Parthenocissus               | Winobluszcz             |
| Phyllostachys                | ?                       |
| Picea sp.                    | Świerk                  |
| Pieris                       | Pieris                  |
| Pinus sp.                    | Sosna                   |
| Pinus clausa                 | ?                       |
| Pinus mugo                   | Kosodrzewina            |
| Pinus parviflora             | Sosna drobnokwiatowa    |
| Pinus strobus                | Sosna wejmutka          |
| Pinus thunbergii             | Sosna Thunberga         |
| Pinus virginiana             | Sosna wirginijska       |
| Pittosporum                  | ?                       |
| Podocarpus                   | Zastrzalin              |
| Podocarpus macrophylla       | Podokarp wielkolistny   |
| Portulacaria afra            | ?                       |
| Potentilla fruticosa         | Pięciornik krzewiasty   |
| Prunus mume                  | Śliwa chińska (梅)      |
| Prunus serrulata             | Wiśnia piłkowana (櫻)   |
| Pseudosasa                   | Bambus                  |
| Punica granatum              | Granat właściwy         |
| Pyracantha sp.               | Ognik                   |
| Quercus                      | Dąb                     |
| Rhaphiolepis indica          | ?                       |
| Rhododendron indicum         | Różanecznik indyjski    |
| Rhododendron obtusum amoenum | ?                       |
| Robinia pseudoacacia         | Robinia akacjowa        |
| Rosmarinus officinalis       | Rozmaryn lekarski       |
| Sageretia theezans           | Segeretia               |
| Serissa foetida              | Serissa                 |
| Sorbus                       | Jarząb                  |
| Syzygium                     | Goździkowiec            |
| Tamarix sp.                  | Tamaryszek              |
| Taxodium ascendens           | Cypryśnik wzniosły      |
| Taxodium distichum           | Cypryśnik błotny        |
| Taxus                        | Cis                     |
| Taxus cuspidata              | Cis japoński            |
| Thuja orientalis             | Żywotnik wschodni       |
| Thymus                       | Macierzanka             |
| Tsuga                        | Choina                  |
| Ulmus alata                  | ?                       |
| Ulmus crassifolia            | ?                       |
| Ulmus parvifolia             | Wiąz drobnolistny       |
| Ulmus parviflora             | Wiąz chiński            |
| Wisteria floribunda          | Glicynia japońska       |
| Wisteria sinensis            | Glicynia chińska        |
| Zelkova serrata              | Brzostownica japońska   |

Wymagania (przy klimacie panującym na terenie Polski):
- ____ – drzewa i krzewy przez cały rok trzymane na dworze
- ____ – drzewa i krzewy latem trzymane na dworze lub w chłodnych, jasnych mieszkaniach, na zimę przenoszone do pomieszczeń o temperaturze 8-12 °C w dzień i 5-7 °C w nocy
- ____ – drzewa i krzewy tropikalne, uprawiane w naszym klimacie jako rośliny pokojowe, wymagające przez cały rok temperatury powyżej 15 °C